# Ahmed Galdoune
Ahmed Amine Galdoune, né le 31 mai 1996 à Marrakech, est un coureur cycliste marocain.

## Palmarès sur route

### Par année
- 2013
  - 3e du championnat du Maroc sur route juniors
- 2014
  -  Champion du Maroc du contre-la-montre juniors
- 2016
  - 2e étape du Tour de Hongrie
  - Coppa San Sabino
  - 2e du Trofeo Gruppo Meccaniche Luciani
  - 2e du Gran Premio Fiera del Riso
- 2017
  - Challenges de la Marche verte - Grand Prix Sakia El Hamra
  - Challenge du Prince - Trophée de la maison royale
  - 10e étape du Tour du Maroc
  - 3e étape de la Carpathian Couriers Race
  - 2e du Challenge du Prince - Trophée de l'anniversaire
  -  Médaillé d'argent du championnat d'Afrique sur route espoirs
  - 2e du Gran Premio di Roncolevà
  -  Médaillé de bronze du championnat d'Afrique sur route
  - 3e de la Coppa San Bernardino
  - 3e de l'UCI Africa Tour
- 2018
  - Coppa Caduti Nervianesi
  - 2e étape (a) de la Carpathian Couriers Race
  - 2e de la Coppa San Bernardino
  - 3e du Circuito del Termen
  - 3e du Circuito del Porto-Trofeo Arvedi
  - 3e de la Coppa Comune di Livraga
- 2019
  - 2e du Mémorial Vincenzo Mantovani
  - 2e du Trophée Antonietto Rancilio

### Classements mondiaux
| Année           | 2016   | 2017   | 2018 |
| --------------- | ------ | ------ | ---- |
| UCI Europe Tour | 1 297e | 1 284e | 744e |
| UCI Africa Tour | 194e   | 3e     |      |

## Palmarès sur piste

### Championnats d'Afrique
- Casablanca 2016
  -  Champion d'Afrique de keirin
  -  Médaillé de bronze de la course aux ponts
- Casablanca 2018
  -  Médaillé d'argent du keirin
  -  Médaillé d'argent de la poursuite par équipes
  -  Médaillé de bronze de la vitesse par équipes
- Pietermaritzburg 2019
  -  Médaillé d'argent de l'américaine
  -  Médaillé de bronze du keirin
  -  Médaillé de bronze de la vitesse individuelle